# バターン号

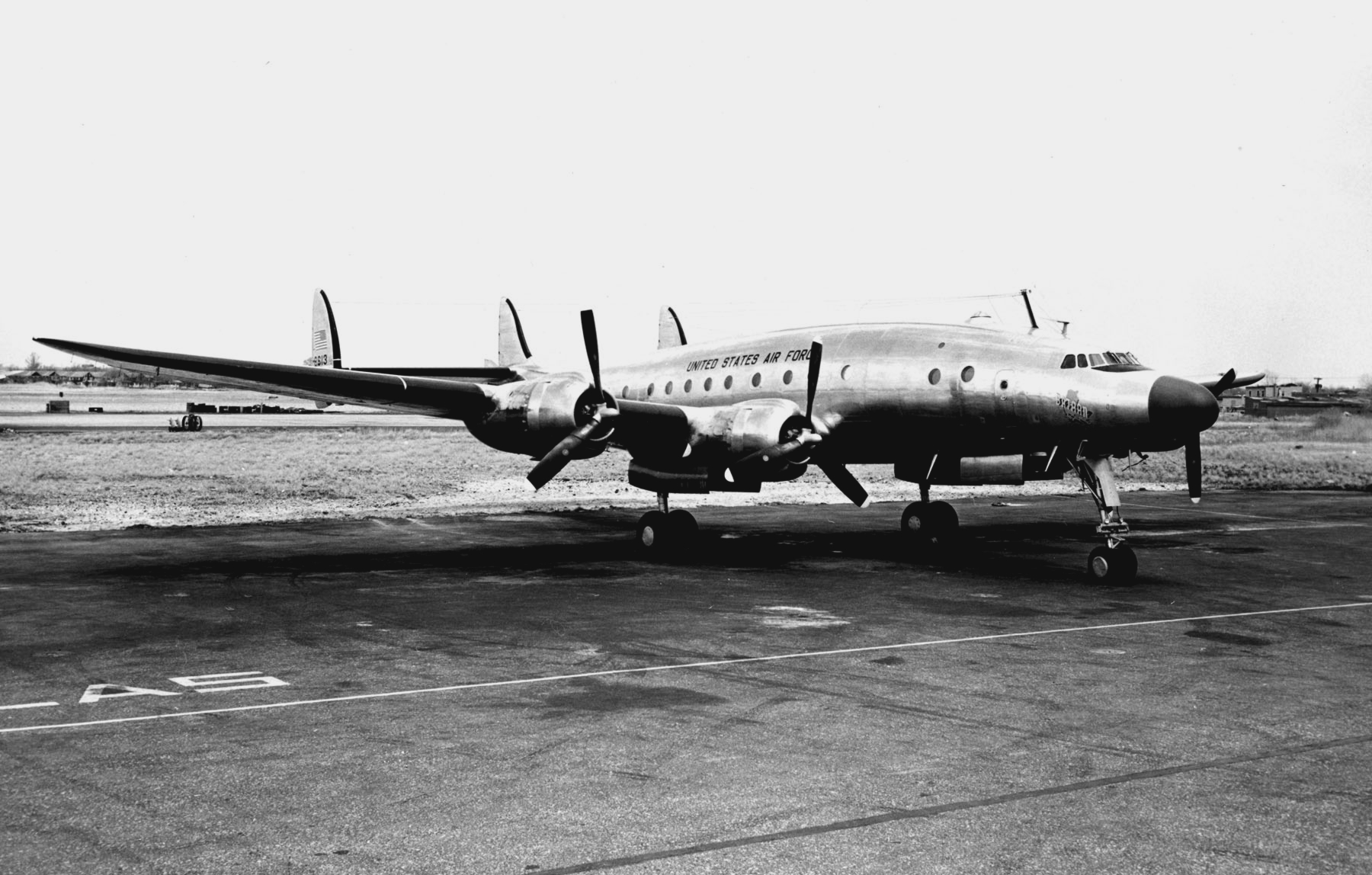
1950年、朝鮮戦争最前線視察のためにマッカーサー元帥を乗せたバターン3号機

バターン号（バターンごう）はアメリカ陸軍のダグラス・マッカーサー元帥の専用機。マッカーサーが1945年8月30日、厚木海軍飛行場においてアメリカを含む連合国軍による日本占領の第一歩を記したときの乗機として名高いが、これは2機目のバターン号である。

## 3機のバターン号

### 1号機
ボーイングB-17Eフライングフォートレスの改装機。シリアルNo.は41-2593、1943年に改装された。輸送機への改装にともなってXC-108という機種記号が与えられている。機首と尾部の機銃以外の武装を撤去し、38名が搭乗できた。マッカーサーはフィリピンからオーストラリアに脱出するときにもB-17を使用しているが、それとこのバターン1号機とは別の機体である。

### 2号機
ダグラスC-54B輸送機の改装機。シリアルNo.は44-9027で、1945年4月から1950年まで使用した。マッカーサーが1945年8月30日に沖縄本島経由で厚木に到着したとき、および1950年6月29日、朝鮮戦争勃発直後に最前線を視察したときの乗機はこの2号機である。

### 3号機
ロッキードVC-121Aコンステレーションで、1950年9月から1951年4月まで使用した。シリアルNo.は48-613。1951年4月16日、朝鮮戦争における中華人民共和国に対する核兵器使用発言などを含む一連の反シビリアン・コントロールが問題となってハリー・トルーマン大統領から国連軍総司令官を解任され、日本を去ったときの乗機はこのバターン3号機である。
バターン3号機はその後1952年から1953年にかけて、国連軍総司令官と日本占領軍最高司令官をマッカーサーから引き継いだアメリカ陸軍のマシュー・リッジウェイ将軍の専用機として使われた後、1965年まで太平洋航空軍司令部の要人輸送機として使用された。また、1960年代後半にNASAのゴダード宇宙飛行センターで使用されていたこともある（民間登録番号N422NA）。

## バターン・ワン、バターン・ツー
このバターン号とは別に、バターン1・バターン2をコールサインとして使用した航空機がある。終戦直後の1945年8月19日、降伏調印準備使節団を乗せて2機の一式陸上攻撃機（1号機は正しくは一式陸上輸送機（G6M1-L2））が木更津から沖縄県の伊江島まで飛行したが、そのときに指定された両機のコールサインがバターン1とバターン2であった。バターン半島での戦いとそれに続くバターン死の行進へのアメリカ軍（マッカーサー）の執念を物語るエピソードである。